# Petzenkirchen
Petzenkirchen, gọi tắt 'Pepsi', là một thị xã thuộc huyện Melk trong bang Niederösterreich.